# Craig Biggio
Craig Alan Biggio (nascido em 14 de dezembro de 1965) é um ex-jogador profissional de beisebol que atuou comor segunda base, defensor externo e catcher na Major League Baseball e que jogou toda sua carreira de 1988 até 2007 pelo Houston Astros. Sete vezes convocados pela National League (NL) para o All-Star Game, sempre reconhecido como um dos maiores jogadores na história dos Astros, é o único jogador convocado para o All-Star tanto como catcher como segunda base. Com os companheiros de equipe de longa data Jeff Bagwell e Lance Berkman, formava o núcleo do chamado "Killer B's" que levaram o Houston para seis aparições nos playoffs de 1997 até  2005, culminando na primeira conquista de World Series da equipe em 2005. No fim de sua carreira estava em sexto na história da NL em partidas jogadas  (2.850), quinto em vezes ao bastão (10.876), oitavo em rebatidas (3.060) e sétimo em corridas anotadas (1.844). Suas 668 rebatidas duplas na carreira o colocavam em quinto na história das grandes ligas, e é o maior número entre rebatedores destros; suas 56 duplas em 1999 foram o maior número das grandes ligas em 63 anos.
Foi eleito para o Hall of Fame em 2015, e é o primeiro membro do Hall of Fame com o uniforme dos Astros.